# یونیسونیک
یونیسونیک (انگلیسی: Unisonic) شرکت الکترونیک آمریکایی است، که در سال ۱۹۷۰ تأسیس شد.